# 曼斯菲爾德森特 (康乃狄克州)
曼斯菲爾德森特（英語：Mansfield Center）是位於美國康乃狄克州托蘭縣的一個人口普查指定地區。

## 地理
曼斯菲爾德森特的座標為41°45′59″N 72°11′41″W / 41.76639°N 72.19472°W，而該地最高點為海拔高度78米（即256英尺）。

## 人口
根據2010年美國人口普查的數據，曼斯菲爾德森特的面積為8.80平方千米，當中陸地面積為7.90平方千米，而水域面積為0.90平方千米。當地共有人口947人，而人口密度為每平方千米107人。